# Perteguhen
Perteguhen is een bestuurslaag in het regentschap Karo van de provincie Noord-Sumatra, Indonesië. Perteguhen telt 781 inwoners (volkstelling 2010).